# Sören Jansson
Bengt Sören Jansson, född 10 maj 1939 i Sundsvall, är en svensk militär (överste av första graden).

## Biografi
Jansson är son till ingenjören E-J Jansson och Nelly, född Hammarberg. Han blev officer 1964 och gick ingenjörsofficersskolan 1966–1967 samt Militärhögskolan ingenjörstekniska linje 1969–1972. Jansson var generalstabsaspirant 1972–1974, major vid generalstabskåren och detaljchef vid arméstabens utrustningsavdelning 1974–1978. Han var kompani- och bataljonchef vid Lapplands jägarregemente (I 22/Fo 66) 1978–1980, chef för personalplaneringsavdelningen vid arméstaben 1980–1984 och gick på Försvarshögskolan 1985. Åren 1984–1989 var Jansson överste av första graden och chef för Lapplands jägarregemente och Kiruna försvarsområde.
Han var ordförande i organisationskommittén för Kirunaspelen på skidor.
Jansson gifte sig 1964 med byråsekreteraren Birgitta Lindholm (född 1937), dotter till Ture Lindholm och Hildur, född Törnqvist.